# Simon Joseph Mayo
Prof. Dr. Simon Joseph Mayo (Londres, 1949) es un botánico británico, especializado en la familia de las aráceas.
Desarrolla actividades académicas en el Jardín Botánico Real de Kew. Ha trabajado con Gwilym Peter Lewis (1952-) y con André Maurício Vieira de Carvalho (1951-2002).
Sus recolectas contribuyen a identificar y nombrar ochenta nuevas especies.

## Algunas publicaciones
- natalie Cusimano, josef Bogner, simon j. Mayo, peter c. Boyce, sin y. Wong, michael Hesse, wilbert l.a. Hetterscheid, richard c. Keating, jim c. French. 2011. Relationships within the Araceae: Comparison of morphological patterns with molecular phylogenies. Am. J. Bot. 98 (4): 654-68
- lidia i. Cabrera, gerardo a. Salazar, mark w. Chase, simon j. Mayo, josef Bogner, patricia Dávila. 2008. Phylogenetic relationships of aroids and duckweeds (Araceae) inferred from coding and noncoding plastid DNA. Am. J. Bot. 95 (9): 1153-65
- i.m. Andrade, s.j. Mayo, c. van den Berg, m.f. Fay, m. Chester, c. Lexer, d. Kirkup. 2007. A Preliminary Study of Genetic Variation in Populations of Monstera adansonii var. klotzschiana (Araceae) from North-East Brazil, Estimated with AFLP Molecular Markers. Ann. of Botany 100 (6 ): 1143-1154
- simon joseph Mayo. 1979. Aroids at Kew. Aroideana 2 ( 1)

### Libros
- simon joseph Mayo, dan h. Nicolson. 2011. Araceae. En: CATE, Haigh, A., Clark, B., Reynolds, L., Mayo, S.J., Croat, T.B., Lay, L., Boyce, P.C., Mora, M., Bogner, J., Sellaro, M., Wong, S.Y., Kostelac, C., Grayum, M.H., Keating, R.C., Ruckert, G., Naylor, M.F. & Hay, A. (enlace roto disponible en Internet Archive; véase el historial, la primera versión y la última).
- -----------------------------, josef Bogner, peter c. Boyce. 1997. The Genera of Araceae. Ilustraciones de Eleanor Catherine. Kew: The Trustees, Royal Botanic Gardens, 370 pp. OCLC 468572283 ISBN 1900347229

## Eponimia
Género
- (Araceae) Mayoa Friis, Pedersen, Crane[2]

Especies
- (Araceae) Philodendron mayoi E.G.Gonç.[3]
- (Boraginaceae) Varronia mayoi (Taroda) M.Stapf[4]